# Serhij Tretjak
Serhij Wołodymyrowycz Tretjak, ukr. Сергій Володимирович Трет'як, ros. Сергей Владимирович Третьяк, Siergiej Władimirowicz Trietjak (ur. 7 września 1963 roku w Chersoniu, Ukraińska SRR) – ukraiński piłkarz, występujący na pozycji obrońcy, reprezentant Ukrainy, trener piłkarski.

## Kariera piłkarska

### Kariera klubowa
Wychowanek DJuSSz w Chersoniu. W 1981 rozpoczął karierę piłkarską w klubie Krystał Chersoń. Po służbie w wojsku w SKA Odessa w latach 1982-1983, przeszedł do Czornomorca Odessa. W 1992 wyjechał do Izraela, gdzie został piłkarzem Beitaru Jerozolima, w którym w 2000 zakończył karierę piłkarską.

### Kariera reprezentacyjna
29 kwietnia 1992 zadebiutował w narodowej reprezentacji Ukrainy w przegranym 1:3 meczu towarzyskim z Węgrami. Łącznie rozegrał 2 gry.

## Kariera trenerska
Po zakończeniu kariery piłkarskiej rozpoczął pracę trenerską. W końcu 2008 pracował w strukturze klubu Beitaru Jerozolima.

## Sukcesy i odznaczenia

### Sukcesy klubowe
- mistrz Pierwszej Ligi ZSRR: 1987
- zdobywca Pucharu Federacji Piłki Nożnej ZSRR: 1990
- mistrz Izraela: 1993, 1997, 1998
- zdobywca Pucharu Totto: 1998

### Odznaczenia
- tytuł Mistrza Sportu ZSRR: 1984